# Dennis Quaid
Dennis William Quaid (Houston, 9 aprile 1954) è un attore, musicista e doppiatore statunitense.
Tra gli attori più apprezzati del cinema statunitense, Quaid è stato citato dall'autorevole quotidiano The Guardian come uno dei migliori interpreti a non aver mai ricevuto una nomination ai Premi Oscar. In più di quarant'anni di carriera ha partecipato a numerose pellicole di successo tra le quali Lo squalo 3 (1983), D.O.A. cadavere in arrivo (1988), Great Balls of Fire! (1989) di Jim McBride dove veste i panni del leggendario pianista Jerry Lee Lewis in quella che viene definita una delle interpretazioni più memorabili della sua carriera, Un sogno, una vittoria (2002), The Day After Tomorrow (2004), In Good Company (2004) e Prospettive di un delitto (2008).
Ha preso parte a oltre 100 produzioni cinematografiche, come attore, doppiatore e produttore; dimostrando una grande versatilità in numerosi generi cinematografici, tra i quali le commedie, i thriller e i film d'azione; per molti lavori egli ha ottenuto il plauso della critica specializzata.
È anche noto per la sua carriera nel mondo della musica, che porta avanti sia come solista sia assieme alla sua band, i Dennis Quaid & The Sharks.
Le pellicole in cui ha preso parte, hanno incassato un totale di oltre 3,3 miliardi di dollari, rendendolo uno degli attori più redditizi della sua generazione.

## Biografia

### Primi anni
Dennis Quaid è nato a Houston, Texas, figlio di William Rudy, elettricista, e di Juanita Bonniedale Jordan; i suoi genitori divorziarono nel 1972. Inizia lo studio attoriale durante le scuole superiori, abbandonando poi l'Università di Houston per recarsi a Los Angeles in cerca di una scrittura. Segue le orme del fratello, Randy Quaid, che ha già costruito una carriera cinematografica di buon successo. Suo cugino di terzo grado era Gene Autry.
Dennis incontra invece diverse difficoltà, fino alla prima apparizione in un ruolo secondario in All American Boys di Peter Yates, nel 1979.
Il ruolo che lo pone all'attenzione dei produttori hollywoodiani è però la sua interpretazione in Uomini veri di Philip Kaufman del 1983.

### Il successo

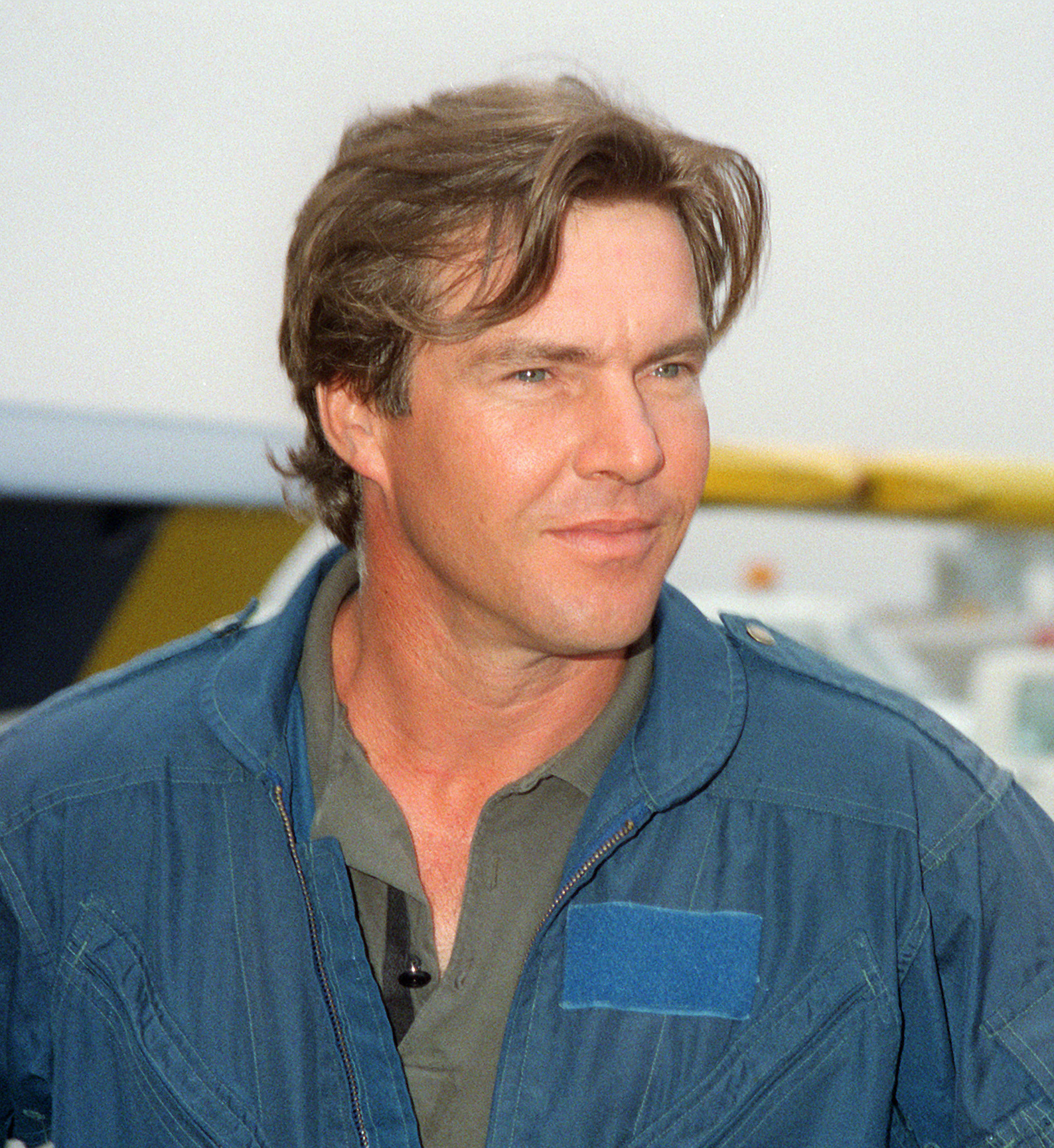
Dennis Quaid nel 1994

Subito riconosciuto dalla critica come un attore versatile, Quaid inizia negli anni '80 ad interpretare sia film comici sia di azione che drammatici. Uomini Veri (1983) è il film primo film di Quaid che ottiene un buon successo di critica, nonostante non sia il protagonista. Negli anni seguenti interpreta pellicole horror come Lo squalo 3 (1983) che nonostante la contrarietà della critica, ottiene comunque un buon successo al botteghino. Sempre negli anni '80 interpreta alcuni film fantascientifici come Dreamscape (1984) e Salto nel buio (1987).
Negli anni '90 Quaid affronta una dipendenza dalle droghe ma, nonostante ciò prosegue il suo impegno cinematografico ricevendo anche recensioni critiche positive in pellicole come Wyatt Earp (1994) e Qualcosa di cui sparlare (1995), affiancato da Julia Roberts . Nel 1996 è protagonista nel film fantascientifico Dragonheart; un altro ruolo importante per Quaid fu in Ogni maledetta domenica - Any Given Sunday del 1999, per la regia di Oliver Stone dove interpreta il carismatico quarterback infortunato Cap Rooney.
Nel 2000 prende parte al film di Steven Soderbergh Traffic che viene ampiamente acclamato dalla critica e riceve quattro Premi Oscar. Agli inizi degli anni 2000 Quaid compare in altri film di azione e serie Tv di successo minore, con l'eccezione del melò sirkiano Lontano dal Paradiso (2002) di Todd Haynes, dove offre quella che unanimemente viene definita la sua interpretazione migliore nei panni di Frank Whitaker, omosessuale represso e sposato con Julianne Moore nel Connecticut del 1957.
Successivamente Quaid interpreta alcuni dei suoi film di maggior successo come il thriller Oscure presenze a Cold Creek (2003) e il dramma Il volo della fenice (2004) e la commedia In Good Company (2004).
Il film The Day After Tomorrow - L'alba del giorno dopo del 2004, che incassa oltre 500 milioni di dollari, è il più grande successo di Quaid. Dopo 5 anni Quaid avrà un altro successo commerciale, ma non di critica, nell'action movie G.I. Joe - La nascita dei Cobra.
A partire dagli anni 2010, tranne alcuni casi, i film di Quaid non riscuotono grande successo. Tre importanti eccezioni sono Qua la zampa del 2017, il biografico Una canzone per mio padre del 2018 e soprattutto il dramma rurale A qualsiasi prezzo, diretto da Ramin Bahrani, presentato in concorso alla 69ª Mostra internazionale d'arte cinematografica di Venezia, dove offre una delle sue interpretazioni più intense della sua carriera nei panni del padre di Zac Efron.
Negli anni 2020 prende parte a qualche pellicola di successo minore come Sulle ali della speranza (2023) e The Hill (2023) del regista Jeff Celentano. Nell'agosto del 2024 è il protagonista di Reagan, diretto da Sean McNamara, un biopic su Ronald Reagan in cui Quaid veste i panni del 40° presidente degli Stati Uniti d'America.
Nello stesso anno è la controparte maschile nell'acclamato cult movie/body horror The Substance di Coralie Fargeat, vincitore del premio alla miglior sceneggiatura al Festival di Cannes 2024, dove indossa i panni del villain Harvey, ruolo originariamente affidato a Ray Liotta, scomparso prematuramente nel 2022.

## Musica
Quaid è noto anche per la sua carriera musicale: fin da giovane ha infatti iniziato ad appassionarsi allo studio della chitarra e al canto. Suo cugino di terzo grado era il cantante country Gene Autry, la sua famiglia inoltre era molto appassionata alla musica. Tra le sue influenze musicali Quaid cita Buddy Holly, Hank Williams, Willie Nelson, Waylon Jennings e James Brown.

### Cantante gospel e carriera solista
Ha anche una carriera musicale da solista avendo pubblicato un album gospel nel 2023 dal titolo Fallen: A Gospel Record For Sinners. Il disco, che include sia brani tradizionali gospel sia brani scritti da lui stesso, è frutto della sua fede religiosa. L'album è stato accolto positivamente da critica e pubblico.
Quaid, negli anni, ha anche scritto e eseguito diversi brani per le sue pellicole tra le quali The Night The Lights Went Out in Georgia e Una canzone per mio padre. Inoltre, nel 1989, per la pellicola biografica su Jerry Lee Lewis dal titolo Great Balls of Fire, egli ha suonato il pianoforte durante diverse scene.
In numerose occasioni Quaid ha partecipato a dei concerti assieme ad altri suoi amici musicisti tra i quali Willie Nelson e Jerry Lee Lewis.

### Carriera con iThe Sharks
Egli è anche un musicista e cantante ed è il bandleader del gruppo Dennis Quaid & The Sharks.
Il gruppo, nato nel 2000, si esibisce spesso in spettacoli durante i quali eseguono principalmente brani rock e country. Quaid è sia cantante principale che chitarrista del gruppo.
Con i The Sharks, Quaid ha pubblicato un solo album in studio dal titolo Denis Quaid - Out Of The Box e pubblicato nel 2018 per l'etichetta indipendente Omnivor Recordings.

#### Formazione
- Dennis Quaid - voce, chitarra, pianoforte
- Jamie James - chitarra
- Tom Slick - basso
- Ken Stange - tastiera
- Tom Walsh - batteria

## Vita privata

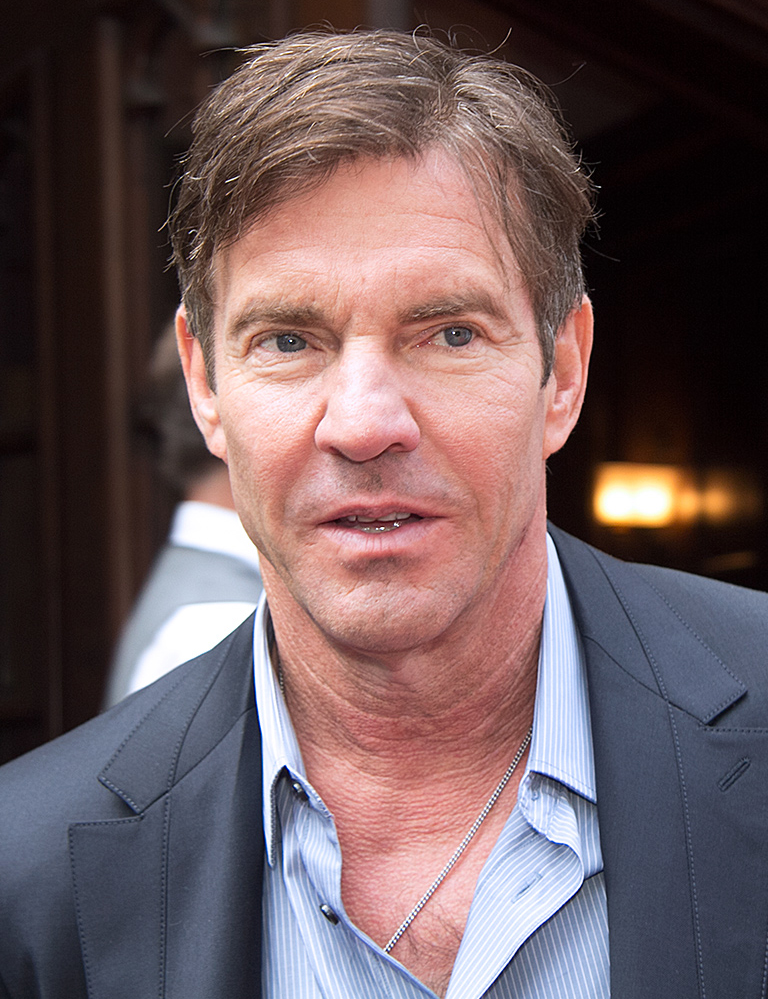
Dennis Quaid al Toronto International Film Festival 2012

### Matrimoni e figli
Quaid è stato sposato quattro volte e ha 3 figli. 
La sua prima moglie è stata l'attrice P.J. Soles dal 1978 al 1983, anno dei divorzio.
Sul set de Lo squalo 3, Quaid ha conosciuto l'attrice Lea Thompson, con cui ha avuto una relazione dal 1983 al 1989 ma senza sposarsi.
Nel 1991 ha sposato l'attrice Meg Ryan, da cui ha avuto un figlio, Jack (24 aprile 1992), anche lui diventato attore; i due si sono separati nel 2000, divorziando quindi l'anno dopo. Nel 2004 si è fidanzato con l'agente immobiliare Kimberly Buffington, che ha sposato nello stesso anno; hanno avuto due gemelli, Thomas Boone e Zoe Grace (8 novembre 2007). Nel 2012 i due si sono separati, ma si sono riconciliati nella primavera dell'anno seguente; nel giugno 2016 la coppia ha dichiarato di essersi nuovamente separata e ha divorziato nell'aprile 2018.
Nell’ottobre 2019 ha annunciato il suo fidanzamento con Laura Savoie, studentessa dell’università del Texas. Dopo aver rimandato il matrimonio a causa della pandemia di COVID-19, sono convolati a nozze il 20 luglio 2020, a Santa Barbara. Tra i due ci sono 39 anni di differenza.

### Politica e religione
Di religione cristiana battista, ha detto che la lettura della Bibbia e la religione lo hanno aiutato a superare le dipendenze dalle droghe.
Politicamente si è descritto un indipendente, affermando di aver votato sia repubblicani che democratici nel corso della sua vita; nonostante ciò ha ammesso che il suo presidente preferito è stato Ronald Reagan. Nel 2021 ha elogiato Trump, dicendo che stava "gestendo molto bene" la pandemia di coronavirus.
Per le elezioni presidenziali del 2024 egli ha appoggiato pubblicamente Donald Trump.

### Tossicodipendenza e salute
Quaid si è pubblicamente aperto sul suo stato di salute negli anni '80, periodo in cui, per sua stessa ammissione, è stato dipendente dalle droghe pesanti, in particolare dalla cocaina. In quel periodo fu costretto a rifiutare numerosi progetti a causa del suo stato di salute e anche la sua band musicale, i The Sharks, lo abbandonò per un periodo a causa dei suoi eccessi.
A partire dagli anni '90, egli ha smesso di assumere qualsiasi tipo di sostanza tossica e ha ammesso che il cristianesimo ha avuto un ruolo centrale nella fase di riabilitazione.

## Filmografia

### Attore

#### Cinema
- September 30, 1955, regia di James Bridges (1977)
- All American Boys (Breaking Away), regia di Peter Yates (1979)
- I cavalieri dalle lunghe ombre (The Long Riders), regia di Walter Hill (1980)
- Tutta una notte (All Night Long), regia di Jean-Claude Tramont (1981)
- Il cavernicolo (Caveman), regia di Carl Gottlieb (1981)
- La notte in cui si spensero le luci in Georgia (The Night the Lights Went Out in Georgia), regia di Ronald F. Maxwell (1981)
- Il duro più duro (Tough Enough), regia di Richard Fleischer (1983)
- Lo squalo 3 (Jaws 3), regia di Joe Alves (1983)
- Uomini veri (The Right Stuff), regia di Philip Kaufman (1983)
- Dreamscape - Fuga nell'incubo (Dreamscape), regia di Joseph Ruben (1983)
- Il mio nemico (Enemy Mine), regia di Wolfgang Petersen (1985)
- The Big Easy, regia di Jim McBride (1987)
- Salto nel buio (Innerspace), regia di Joe Dante (1987)
- Suspect - Presunto colpevole (Suspect), regia di Peter Yates (1987)
- D.O.A. - Cadavere in arrivo (Dead on Arrival), regia di Rocky Morton e Annabel Jankel (1988)
- Un amore, una vita (Everybody's All American), regia di Taylor Hackford (1988)
- Great Balls of Fire! - Vampate di fuoco (Great Balls of Fire), regia di Jim McBride (1989)
- Benvenuti in paradiso (Come See the Paradise), regia di Alan Parker (1990)
- Cartoline dall'inferno (Postcards From the Edge), regia di Mike Nichols (1990)
- Triangolo di fuoco (Wilder Napalm), regia di Glenn Gordon Caron (1993)
- Coppia d'azione (Undercover Blues), regia di Herbert Ross (1993)
- Omicidi di provincia (Flesh and Bone), regia di Steve Kloves (1993)
- Wyatt Earp, regia di Lawrence Kasdan (1994)
- Qualcosa di cui... sparlare (Something to Talk About), regia di Lasse Hallström (1995)
- Dragonheart, regia di Rob Cohen (1996)
- Istinti criminali (Gang Related), regia di Jim Kouf (1997)
- Linea di sangue (Switchback), regia di Jeb Stuart (1997)
- Savior, regia di Predrag Antonijević (1998)
- Genitori in trappola (The Parent Trap), regia di Nancy Meyers (1998)
- Scherzi del cuore (Playing By Heart), regia di Willard Carrol (1998)
- Ogni maledetta domenica - Any Given Sunday (Any Given Sunday), regia di Oliver Stone (1999)
- Frequency - Il futuro è in ascolto (Frequency), regia di Gregory Hoblit (2000)
- Traffic, regia di Steven Soderbergh (2000)
- Un sogno, una vittoria (The Rookie), regia di John Lee Hancock (2002)
- Lontano dal paradiso (Far From Heaven), regia di Todd Haynes (2002)
- Oscure presenze a Cold Creek (Cold Creek Manor), regia di Mike Figgis (2003)
- Alamo - Gli ultimi eroi (The Alamo), regia di John Lee Hancock (2004)
- The Day After Tomorrow - L'alba del giorno dopo (The Day After Tomorrow), regia di Roland Emmerich (2004)
- In Good Company, regia di Paul Weitz (2004)
- Il volo della fenice (The Flight of the Phoenix), regia di John Moore (2004)
- I tuoi, i miei e i nostri (Yours, Mine and Ours), regia di Raja Gosnell (2006)
- American Dreamz, regia di Paul Weitz (2006)
- Prospettive di un delitto (Vantage Point), regia di Pete Travis (2008)
- The Express, regia di Gary Fleder (2008)
- Smart People, regia di Noam Murro (2008)
- The Horsemen (Horsemen), regia di Jonas Åkerlund (2009)
- G.I. Joe - La nascita dei Cobra (G.I. Joe: Rise of Cobra), regia di Stephen Sommers (2009)
- Pandorum - L'universo parallelo (Pandorum), regia di Christian Alvart (2009)
- Legion, regia di Scott Stewart (2010)
- Soul Surfer, regia di Sean McNamara (2011)
- Footloose, regia di Craig Brewer (2011)
- The Words, regia di Brian Klugman e Lee Sternthal (2012)
- Che cosa aspettarsi quando si aspetta (What to Expect When You're Expecting), regia di Kirk Jones (2012)
- A qualsiasi prezzo (At Any Price), regia di Ramin Bahrani (2012)
- Quello che so sull'amore (Playing for Keeps), regia di Gabriele Muccino (2012)
- Comic Movie, di registi vari (2013)
- Truth - Il prezzo della verità (Truth), regia di James Vanderbilt (2015)
- Qua la zampa! (A Dog's Purpose), regia di Lasse Hallström (2017)
- Kin, regia di Jonathan e Josh Baker (2018)
- Una canzone per mio padre (I Can Only Imagine), regia di Andrew e Jon Erwin (2018)
- Pretenders, regia di James Franco (2018)
- L'intruso (The Intruder), regia di Deon Taylor (2019)
- Midway, regia di Roland Emmerich (2019)
- Qua la zampa 2 - Un amico è per sempre (A Dog's Journey), regia di Gail Mancuso (2019)
- Blue Miracle (A pesca per un sogno), regia di Julio Quintana (2021)
- Non mollare mai (American Underdog), regia di Andrew e Jon Erwin (2021)
- Nato campione (Born a champion), regia di Alex Ranarivelo (2021)
- Grid Down, Power Up, regia di David Tice (2022)
- The Long Game, regia di Julio Quintino (2023)
- Sulle ali della speranza (On a Wing and a Prayer), regia di Sean McNamara (2023)
- The Hill, regia di Jeff Celentano (2023)
- The Substance, regia di Coralie Fargeat (2024)
- Reagan - Un presidente sotto i riflettori (Reagan), regia di Sean McNamara (2024)

#### Televisione
- Baretta - serie TV, episodio 4x04 (1977)
- Are You in the House Alone? - film TV (1978)
- Amateur Night at the Dixie Bar and Grill - film TV (1979)
- Bill, regia di Anthony Page - film TV (1981)
- Johnny Belinda - film TV (1982)
- Bill: On His Own - film TV (1983
- Sesame Street: Kids' Guide to Life - film TV (1983) - nel video: Telling The Truth
- Everything That Rises - film TV, regia di Dennis Quaid (1998)
- A cena da amici (Dinner with Friends), regia di Norman Jewison - film TV (2001)
- I due presidenti (The Special Relationship), regia di Richard Loncraine - film TV (2010)
- Chasing Zero: Winning the War on Healthcare Harm - documentario TV (2010) - come narratore
- Vegas - serie TV, 21 episodi (2012-2013)
- Inside Amy Schumer - serie TV, 44 episodi (2013-2016)
- Drunk History - serie TV, 70 episodi (2013-2016)
- The Art of More - serie TV, 20 episodi (2015-2016)
- Workaholics - serie TV, 86 episodi (2011-2017) - apparizione nel 2017
- Fortitude - serie TV, 14 episodi (2017-2018)
- Golia (Goliath) - serie TV, 8 episodi (2019)
- Buon quel che vi pare (Merry Happy Whatever) - serie TV, 8 episodi (2019)
- Pawn Stars - serie TV, 675 episodi (2009-oggi) - Apparizione nel 2021
- Full Circle, regia di Steven Soderbergh - miniserie TV (2023)
- Lawmen - La storia di Bass Reeves (Lawmen: Bass Reeves), regia di Christina Alexandra Voros e Damian Marcano - miniserie TV, 7 puntate (2023)

### Doppiatore
- Battaglia per la Terra 3D (Battle for Terra), regia di Aristomenis Tsirbas (2007)
- SpongeBob - serie TV, 1 episodio (2009)
- Strange World - Un mondo misterioso, regia di Don Hall (2022)

### Produttore
- The Long Game, regia di Julio Quintino (2023), produttore esecutivo
- Vegas - serie TV, 21 episodi (2012-2013), co-produttore
- Everything That Rises - regia di Dennis Quaid (1998), co-produttore esecutivo
- The Art of More - serie TV, 20 episodi (2015-2016), co-produttore esecutivo
- Buon quel che vi pare (Merry Happy Whatever) - serie TV, 8 episodi (2019), co-produttore esecutivo

### Regista
- Everything That Rises - regia di Dennis Quaid (1998)

## Riconoscimenti
Nell tabella sottostante sono indicati i premi più prestigiosi vinti da Quaid e quelli più noti ai quali è stato candidato.
| Anno | Società assegnatrice del premio        | Lavoro premiato          | Risultato |
| ---- | -------------------------------------- | ------------------------ | --------- |
| 1987 | Valladolid International Film Festival | The Big Easy             | Vinto     |
| 1988 | Independent Spirit Awards              | The Big Easy             | Vinto     |
| 2001 | Screen Actors Guild                    | Traffic                  | Vinto     |
| 2002 | New York Film Critics Circle Awards    | Far from Heaven          | Vinto     |
| 2003 | Chicago Film Critics Association       | Far from Heaven          | Vinto     |
| 2003 | Golden Globe                           | Far from Heaven          | Nominato  |
| 2003 | Independent Spirit Awards              | Far from Heaven          | Vinto     |
| 2003 | Online Film Critics Society            | Far from Heaven          | Vinto     |
| 2011 | Golden Globe                           | The Special Relationship | Candidato |
| 2016 | Houston Film Critics Society           | Alla carriera            | Vinto     |

## Doppiatori italiani
Nelle versioni in italiano delle opere in cui ha recitato, Dennis Quaid è stato doppiato da:
- Massimo Rossi in Genitori in trappola, A cena da amici, Un sogno, una vittoria, Oscure presenze a Cold Creek, Alamo - Gli ultimi eroi, In Good Company, American Dreamz, G.I. Joe - La nascita dei Cobra, Pandorum - L'universo parallelo, Legion, Soul Surfer, Footloose, The Words, Che cosa aspettarsi quando si aspetta, Quello che so sull'amore, Vegas, Fortitude, Qua la zampa!, Kin, L'intruso, Midway, Qua la zampa 2 - Un amico è per sempre, Sulle ali della speranza, Full Circle, Lawmen - La storia di Bass Reeves, The Hill, The Substance, Happy Face
- Roberto Chevalier in Salto nel buio, Suspect - Presunto colpevole, D.O.A. - Dead on Arrival, Cartoline dall'inferno, Triangolo di fuoco, Coppia d'azione, Qualcosa di cui... sparlare, Traffic, I tuoi, i miei e i nostri, Reagan - Un presidente sotto i riflettori
- Luca Ward in Ogni maledetta domenica - Any Given Sunday, The Day After Tomorrow - L'alba del giorno dopo, Il volo della fenice, Prospettive di un delitto, The Express, The Horsemen, Comic Movie, Una canzone per mio padre
- Angelo Maggi in Savior, Scherzi del cuore, Lontano dal paradiso, I due presidenti
- Luca Biagini in Linea di sangue, Truth - Il prezzo della verità, Non mollare mai
- Mario Cordova ne Il mio nemico, Golia, Nato campione
- Carlo Cosolo in The Big Easy, Great Balls of Fire! - Vampate di fuoco
- Giampaolo Saccarola in All American Boys
- Carlo Valli ne I cavalieri dalle lunghe ombre
- Riccardo Niseem Onorato in Tutta una notte
- Sandro Acerbo ne Lo squalo 3
- Claudio Sorrentino in Uomini veri
- Claudio Capone in Dreamscape - Fuga nell'incubo
- Tonino Accolla in Benvenuti in paradiso
- Paolo Maria Scalondro in Omicidi di provincia
- Dario Penne in Wyatt Earp
- Massimo Venturiello in Dragonheart
- Giuliano Santi in Istinti criminali
- Francesco Prando in Frequency - Il futuro è in ascolto
- Stefano Mondini in A qualsiasi prezzo
- Fabrizio Pucci in The Art of More
- Roberto Draghetti in Buon quel che vi pare

Da doppiatore è sostituito da:
- Riccardo Peroni in Spongebob
- Stefano Mondini in Battaglia per la Terra 3D
- Francesco Pannofino in Strange World - Un mondo misterioso